# Nationale A (Handball)
Die Nationale A, auch division Nationale A, ist die seit 1956 ausgetragene Handball-Meisterschaft für Vereine in Tunesien. Sie ist in Afrika eine der stärksten. Bisher konnten zwölf Vereine einen Meistertitel erringen, wobei der Espérance sportive de Tunis der erfolgreichste ist. Der Sieger und Vizemeister qualifiziert sich für die CAHB Champions League.

## Meisterschaften nach Saison
| Nr. | Saison  | Champion                    |
| --- | ------- | --------------------------- |
| 1   | 1955/56 | Tunis University S.C        |
| 2   | 1956/57 | Tunis University S.C        |
| 3   | 1957/58 | USM Menzel Bourguiba        |
| 4   | 1958/59 | Force Sports Club           |
| 5   | 1959/60 | Force Sports Club           |
| 6   | 1960/61 | Union Sportive Tunisienne   |
| 7   | 1961/62 | PTT Sport Association       |
| 8   | 1962/63 | Al Mansoura Chaâbia         |
| 9   | 1963/64 | Club athlétique du gaz      |
| 10  | 1964/65 | Club Africain               |
| 11  | 1965/66 | Hammam Lif Sports Club      |
| 12  | 1966/67 | Espérance sportive de Tunis |
| 13  | 1967/68 | Club Africain               |
| 14  | 1968/69 | Espérance sportive de Tunis |
| 15  | 1969/70 | Club Africain               |
| 16  | 1970/71 | Espérance sportive de Tunis |
| 17  | 1971/72 | Espérance sportive de Tunis |
| 18  | 1972/73 | Espérance sportive de Tunis |
| 19  | 1973/74 | Espérance sportive de Tunis |
| 20  | 1974/75 | Espérance sportive de Tunis |
| 21  | 1975/76 | Espérance sportive de Tunis |
| 22  | 1976/77 | Espérance sportive de Tunis |
| 23  | 1977/78 | Espérance sportive de Tunis |

| Nr. | Saison  | Champion                    |
| --- | ------- | --------------------------- |
| 24  | 1978/79 | Espérance sportive de Tunis |
| 25  | 1979/80 | Espérance sportive de Tunis |
| 26  | 1980/81 | Espérance sportive de Tunis |
| 27  | 1981/82 | Espérance sportive de Tunis |
| 28  | 1982/83 | Espérance sportive de Tunis |
| 29  | 1983/84 | Espérance sportive de Tunis |
| 30  | 1984/85 | Espérance sportive de Tunis |
| 31  | 1985/86 | Club Africain               |
| 32  | 1986/87 | Club Africain               |
| 33  | 1987/88 | Étoile Sportive du Sahel    |
| 34  | 1988/89 | Club Africain               |
| 35  | 1989/90 | Club Africain               |
| 36  | 1990/91 | Espérance sportive de Tunis |
| 37  | 1991/92 | Espérance sportive de Tunis |
| 38  | 1992/93 | Espérance sportive de Tunis |
| 39  | 1993/94 | Makarem Mahdia              |
| 40  | 1994/95 | Espérance sportive de Tunis |
| 41  | 1995/96 | Étoile Sportive du Sahel    |
| 42  | 1996/97 | Espérance sportive de Tunis |
| 43  | 1997/98 | Club Africain               |
| 44  | 1998/99 | Étoile Sportive du Sahel    |
| 45  | 1999/00 | Club Africain               |
| 46  | 2000/01 | Club Africain               |

| Nr. | Saison  | Champion                    |
| --- | ------- | --------------------------- |
| 47  | 2001/02 | Étoile Sportive du Sahel    |
| 48  | 2002/03 | Étoile Sportive du Sahel    |
| 49  | 2003/04 | Espérance sportive de Tunis |
| 50  | 2004/05 | Espérance sportive de Tunis |
| 51  | 2005/06 | Étoile Sportive du Sahel    |
| 52  | 2006/07 | Étoile Sportive du Sahel    |
| 53  | 2007/08 | Club Africain               |
| 54  | 2008/09 | Espérance sportive de Tunis |
| 55  | 2009/10 | Espérance sportive de Tunis |
| 56  | 2010/11 | Étoile Sportive du Sahel    |
| 57  | 2011/12 | Espérance sportive de Tunis |
| 58  | 2012/13 | Espérance sportive de Tunis |
| 59  | 2013/14 | Espérance sportive de Tunis |
| 60  | 2014/15 | Club Africain               |
| 61  | 2015/16 | Espérance sportive de Tunis |
| 62  | 2016/17 | Espérance sportive de Tunis |
| 63  | 2017/18 | Étoile Sportive du Sahel    |
| 64  | 2018/19 | Espérance sportive de Tunis |
| 65  | 2019/20 | Espérance sportive de Tunis |
| 66  | 2020/21 | Espérance sportive de Tunis |
| 67  | 2021/22 | Club Africain               |
| 68  | 2022/23 | Espérance sportive de Tunis |
| 69  | 2023/24 | Espérance sportive de Tunis |

## Meisterschaften nach Verein
| Rang | Club                        | Meisterschaften |
| ---- | --------------------------- | --------------- |
| 1    | Espérance sportive de Tunis | 36              |
| 2    | Club Africain               | 13              |
| 3    | Étoile Sportive du Sahel    | 9               |
| 4    | Tunis University S.C        | 2               |
| —    | Force Sports Club           | 2               |
| 6    | USM Menzel Bourguiba        | 1               |
| —    | Union Sportive Tunisienne   | 1               |
| —    | PTT Sport Association       | 1               |
| —    | Al Mansoura Chaâbia         | 1               |
| —    | Club athlétique du gaz      | 1               |
| —    | Hammam Lif Sports Club      | 1               |
| —    | Makarem Mahdia              | 1               |